# Fer Corb
Fer Corb ("el hombre carruaje"), hijo de Mug Corb, fue, según la leyenda irlandesa medieval y la tradición histórica, un Alto Rey de Irlanda. Asumió el poder después de matar a su predecesor y asesino de su padre, Irereo, en Úlster. Gobernó por once años, hasta que fue asesinado por el hijo de Irereo, Connla Cáem. El Lebor Gabála Érenn sincroniza su reinado con el de Ptolomeo IV de Egipto (221–205 aC). La cronología Foras Feasa ar Éirinn de Geoffrey Keating data su reinado en el 330–319 aC, y los Anales de los Cuatro Maestros en el 474–463 a. C.
| Predecesor: Irereo | Alto Rey de Irlanda LGE siglo III a. C. FFE 330–319 AC AFM 474–463 AC | Sucesor: Connla Cáem |